# المحمدية (المغرب)
المحمدية (بالأمازيغية: ⵎⵓⵃⴰⵎⴰⴷⵉⴰ) هي مدينة ساحلية وجماعة ترابية ذات طابع حضري في المغرب، تقع على بعد 15 كم شمال شرق مدينة الدار البيضاء غرب المغرب، هي عاصمة عمالة المحمدية في جهة الدار البيضاء سطات. كانت المحمدية معروفة لفترة طويلة باسمها السابق فضالة، إلى أن تغيّر اسمها في 25 من يونيو عام 1960م إلى المحمدية من قبل الملك الراحل محمد الخامس بمناسبة وضع الحجر الأساس لبناء مصفاة النفط سامير. تعتبر مدينة المحمدية مركز صناعة البترول في المغرب. بلغ عدد سكانها 193.794 نسمة حسب تعداد المغرب لعام 2024م.

## أصل التسمية
أُسست المدينة على يد السلطان محمد الثالث العلوي عام 1750م، وقد أطلق عليها اسم (فَضْلُ الله) الذي تغير إلى (فَضِيلَة) ثم (فِضَالَةَ)، وفي رواية أخرى اشتهر سكان القصبة بالمحمدية بجهادهم المستميت ضد القراصنة حيث يوصفون بأهل الفضل أو الفُضلاء ومن هنا جاء اسم فضالة.

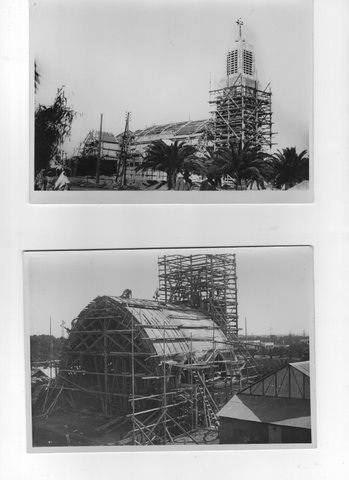
كنيسة القديس جاك في المحمدية 1934

## التاريخ
في مطلع القرن العشرين كانت مدينة المحمدية محط أنظار الأجانب نظرا لموقعها الإستراتيجي وهكذا دخلها الألمان الذين اهتموا بالدرجة الأولى بالقطاع الفلاحي وشراء الأراضي. في سنة 1912 بعد فرض الحماية على المغرب، استوطنها الفرنسيون وشرعوا في بناء مينائها، وفي يوم 25 يوليو 1960 زارها السلطان محمد الخامس العلوي فوضع الحجر الأساس لمصافي البترول المعروفة باسم سامير، ومُنذ ذلك اليوم أصبحت تُسمى مدينة المحمدية.
كانت المحمدية المنفذ الرئيس للتعامل بين التجار الغربيين والمغرب بين القرنين ال14 وال19 م. وما إن بنى المحتل الفرنسي ميناءً عميقاً في الدار البيضاء حتى توارى نجم المحمدية وأصبحت منتجعا بحريا ومركزا صناعيا. ومنها ينحدر الكثير من المغاربة المهاجرين إلى الولايات المتحدة الأمريكية وكندا حيث تعد ثاني أكبر جالية مغربية بأمريكا الشمالية كما أن هناك حي كبير في بوسطن ولاية ماساشوستس يحمل اسم مدينة المحمدية.[بحاجة لمصدر]

## الجغرافيا
لمدينة المُحمدية موقع مهم على الواجهة الأطلسية وبين العاصمتين الاقتصادية والإدارية، يحد المدينة شمالا المحيط الأطلسي، وجنوبا الطريق السيار، وشرقا وادي نفيفيخ، وغربا وادي المالح، وتعتبر عاصمة إقليم المحمدية.

## السكان
عرفت المدينة تطورا صناعيا، وبعده تطورا عمرانيا ونموا سكانيا سريعا، حيث ارتفع عدد سكانها من 2500 نسمة سنة 1921 إلى 350,000 سنة 2003 بوتيرة نمو تصل إلى 1,4%، لكونها من أهم المدن الصناعية في المغرب وتوجد بها أكبر الشركات على الصعيدين الوطني والقاري. يعتبر سكان المحمدية من بين الأعلى دخلا على الصعيد الوطني. كما أن نسبة البطالة جد ضعيفة، لهذا تعد المحمدية من المدن المستقبلة للهجرة الداخلية بالمغرب. [بحاجة لمصدر]

## الميناء
أُنشِئ ميناء المحمدية سنة 1913، كميناء للصيد البحري، لكنه أصبح ميناء بيتروليا بعد بناء محطة التكرير سامير في بداية الستينات. يعد ميناء المحمدية أول ميناء بترولي بالمغرب، حيث يروّج سنويا ما يعادل 10 ملايين طن من المحروقات أي ما يفوق 95% من حاجيات البلاد من المنتوجات البترولية. [بحاجة لمصدر]

## التعليم

### المدارس
يوجد في مدينة المحمدية العديد من المدارس العمومية الابتدائية والثانوية الإعدادية والثانوية التأهيلية: [بحاجة لمصدر]
| المدارس الابتدائية          | المدارس الثانوية الإعدادية          | المدارس الثانوية التأهيلية            |
| --------------------------- | ----------------------------------- | ------------------------------------- |
| مدرسة عبد الواحد المراكشي   | الثانوية الإعدادية ابن رشيق         | الثانوية التأهيلية العالية            |
| مدرسة القدس                 | الثانوية الإعدادية يعقوب المنصور    | الثانوية التأهيلية جابر بن حيان       |
| مدرسة النسيم                | الثانوية الإعدادية فلسطين           | الثانوية التأهيلية الجولان            |
| مدرسة المصلى                | الثانوية الإعدادية عبد الرحمان شناف | الثانوية التأهيلية ابن ياسين          |
| مدرسة الخنساء               | الثانوية الإعدادية المغرب العربي    | الثانوية التأهيلية عبد الكريم الخطابي |
| مدرسة ابن عطية              | الثانوية الإعدادية العقيد العلام    | الثانوية التقنية                      |
| مدرسة الحسنية               |                                     |                                       |
| مدرسة الأمير مولاي عبد الله |                                     |                                       |
| مدرسة الفشتالي              |                                     |                                       |
| مدرسة المسيرة               |                                     |                                       |
| مدرسة الجولان               |                                     |                                       |

### الجامعات
منذ بداية سنوات الثمانينات، ومدينة المحمدية تستقطب مؤسسات تعليمية جامعية. فهي تتوفر على ثلاثة كليات ومعهدين عاليين وتضم ما يقارب 25 ألف طالب: [بحاجة لمصدر]
1. كلية الآداب والعلوم الإنسانية (FLSH).
2. كلية العلوم القانونية والاقتصادية والاجتماعية.
3. كلية العلوم والتقنيات للمحمدية (FSTM).
4. المدرسة الوطنية العليا للتعليم التقني (ENSET).
5. المعهد العالي للتكنولوجيا التطبيقية للسياحة والفندقة (ISTAH).

1. المعهد العالي للتكنولوجيا التطبيقية لاكولين (ISTA).
2. المعهد العالي الصناعي للمحمدية (ISIM).
3. مركز التأهيل المهني ياسمينة (CQP).
4. مركز التكوين عن طريق التدريب الميناء (CFA).
5. مركز للأقسام التحضيرية للمدارس العليا (cpge). [بحاجة لمصدر]

## القصبة

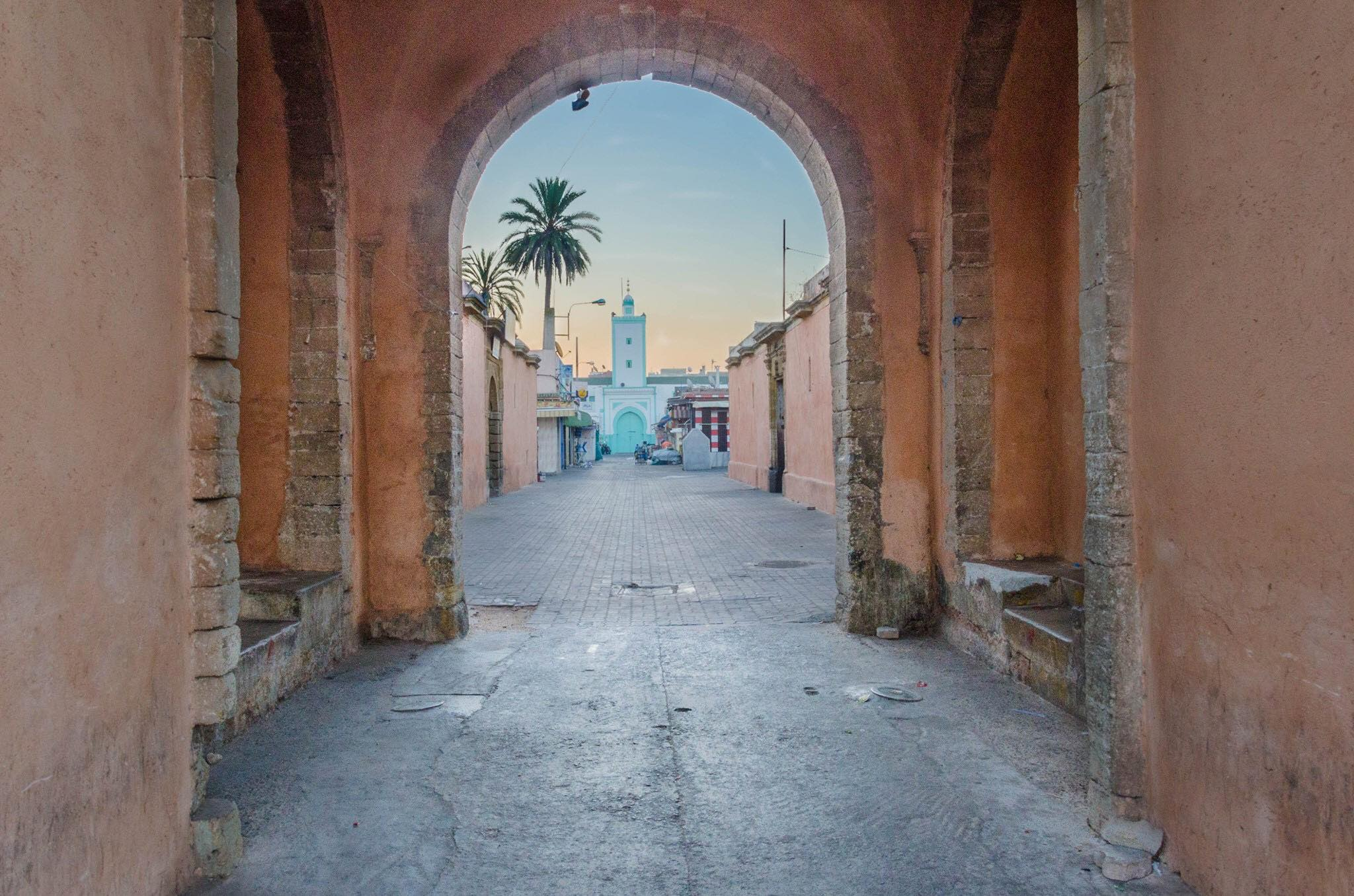
باب القصبة بالمحمدية

هي أشهر معلمة تاريخية بمدينة المحمدية، تحيط بحي شعبي يضم المنازل والمطاعم والمحلات التجارية، وحديقة ومستوصف، تعتبر هذه القصبة مزارا سياحيا، وتضم ثلاثة أبواب، منها الرئيسي باب القصبة وباب الطرجمان وباب الجديد الذي بُني حديثا وكانت تعتبر هاته القصبة مقرا ومسكنا لليهود المغاربة.[بحاجة لمصدر]

## البنية التحتية السياحية

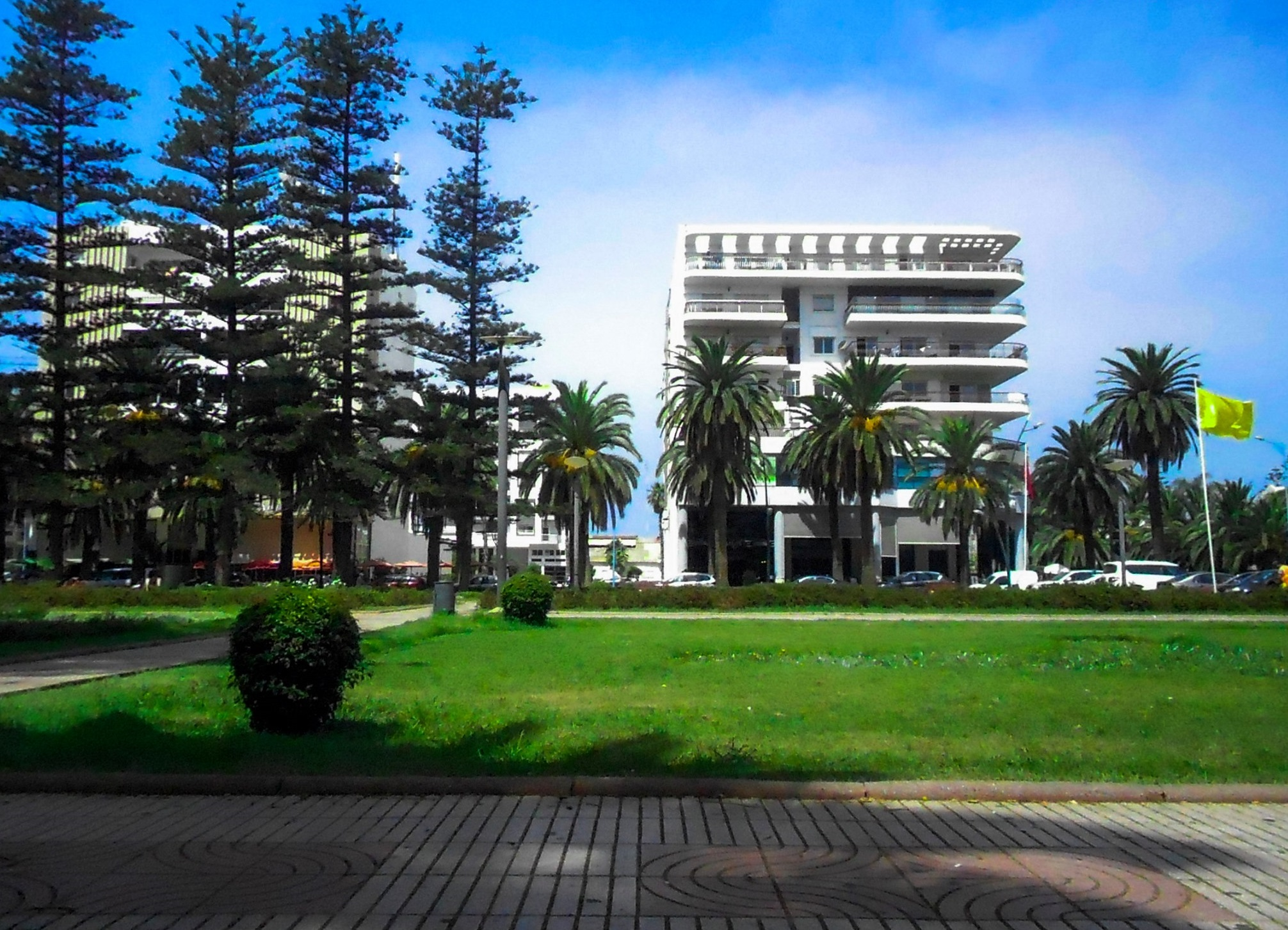
المنتزه الحضري لمدينة المحمدية

تصل الطاقة الاستيعابية للفنادق المصنفة بمدينة المحمدية 640 سرير، والوحدات السياحية غير المصنفة 1110 سرير، تعزز هذه الإمكانيات عدة وحدات سياحية منها المخيمات، مراكز الاصطياف، ووكالات الأسفار، ووكالات كراء السيارات. تشتهر المدينة كذلك بمطاعم السمك، خاصة قرب الميناء. وتضم المدينة خمسة شواطئ مثال شاطئ مانسمان، وشاطئ ميرامار والصابليت، حيث تعدّ المحمدية مركز استقطاب سياحي مهم، بحكم قربها من العاصمتين الإدارية الرباط لاقتصادية الدار البيضاء، ومن بين أهم المعالم السياحية بالمدينة، منتزه المحمدية الحضري، وهو حديقة كبيرة الحجم بمركز المدينة، جعلت المدينة تنال لقب مدينة الزهور.[بحاجة لمصدر]

## الرياضة
تشتهر مدينة المحمدية بمدينة الرياضات الأنيقة لكونها، مركزا لرياضات كالكولف والتنس والتزلج على الماء والرمي. ومن بين التجهيزات والبنيات الرياضية التي تعتبر مفخرة للمدينة نذكر:
نادي الكولف الملكي: شُيِّد سنة 1925، يتوفر على 18 حفرة يمتد على مساحة 47 هكتار ويقع جزء منه على طول البحر.
كرة القدم: تتوفر المدينة على ملعبين لكرة القدم: ملعب البشير وملعب العالية.
النادي الملكي للتنس: بفضل ملاعبه الإثني عشرة يجعل من المحمدية وجهة مفضلة لمختلف المنافسات في رياضة التنس سواء على المستوى الوطني أو الدولي (دوري ITF...)
نادي اليخت: يتوفر على قاعدة بحرية خاصة به ونادي فاخر، ينظم النادي كل سنة عدة تظاهرات ومنافسات في رياضات التزلج المائي، والتزلج بالشراع ودبَّاب البحر.
نادي الرماية الطائرة: مزود بنادي يتوفر على 3 خطوات للرماية ومجهز بآلات لإطلاق الصحون وآلات الهواء المضغوط لإطلاق الحمام، ينظم النادي مسابقات شهرية وتظاهرتين وطنيتين كل سنة.
نادي الملكي للفروسية لالة سكينة: شُيِّد سنة 1950، يمتد على مساحة 10 هكتار يشهد سنويا مباريات رسمية للترويض والقفز على الحواجز، تشرف عليه الجامعة الملكية للفروسية.

## الأعلام
- أحمد فرس، لاعب كرة قدم مغربي

- الجيلالي الفاضيلي، لاعب كرة قدم مغربي
- المهدي صدقي، لاعب كرة قدم مغربي

- بدر الدين الحديوي، ملاكم مغربي
- بهية محتسن، لاعبة كرة مضرب مغربية

- جنات (مغنية)

- حسن اعسيلة، لاعب كرة قدم مغربي
- حمزة خابا، لاعب كرة قدم مغربي

- رشيد شهاب
- روبن كامبيو

- طارق الجرموني، لاعب كرة قدم مغربي
- طارق شهاب، لاعب كرة قدم مغربي

- عبد الرحيم شاكير، لاعب كرة قدم مغربي

- محمد العرجاوي، ملاكم مغربي

- نور الدين الزياتي، ملاكم مغربي
- نور الدين قاسيمي، ملاكم مغربي

## التوأمة
- غنت، بلجيكا.

## معرض الصور

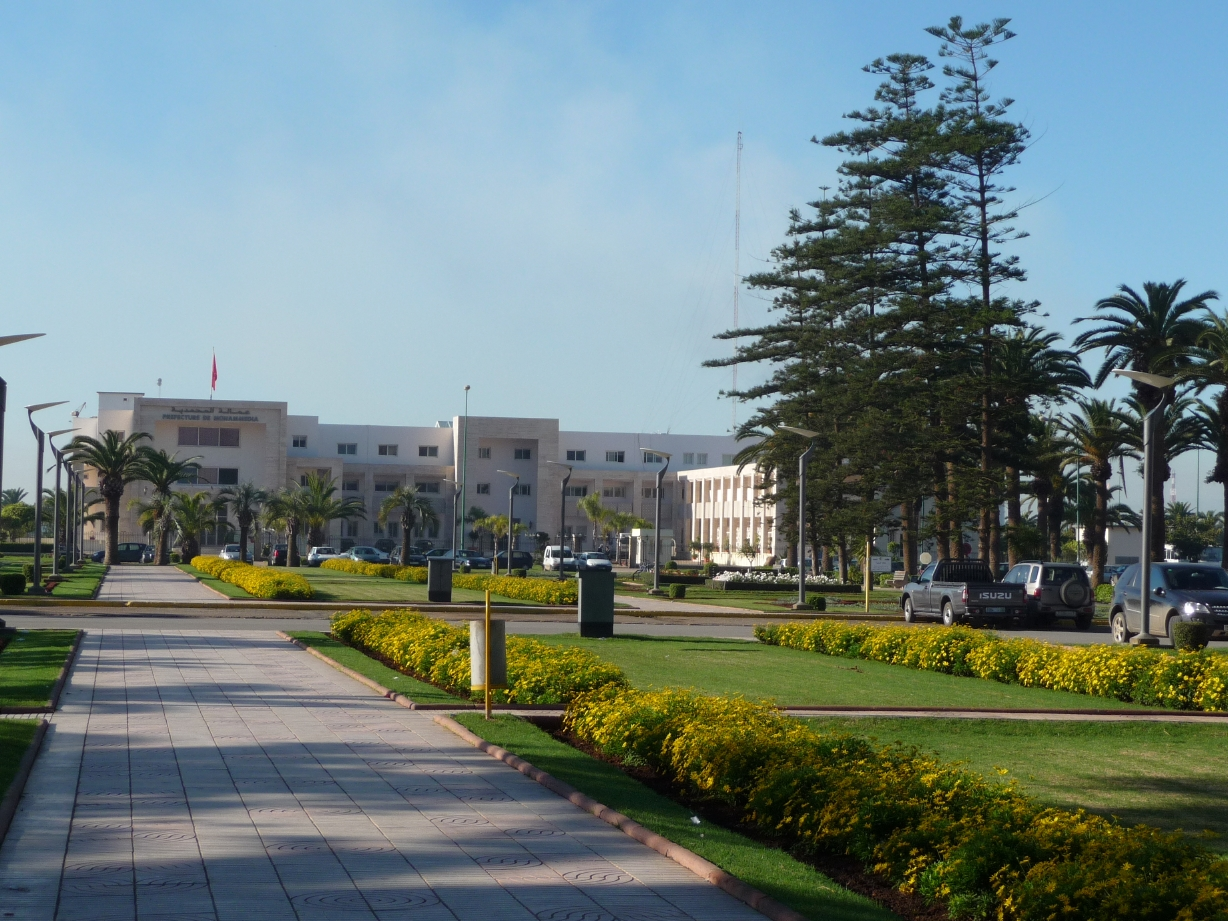
المنتزه الحضري للمحمدية
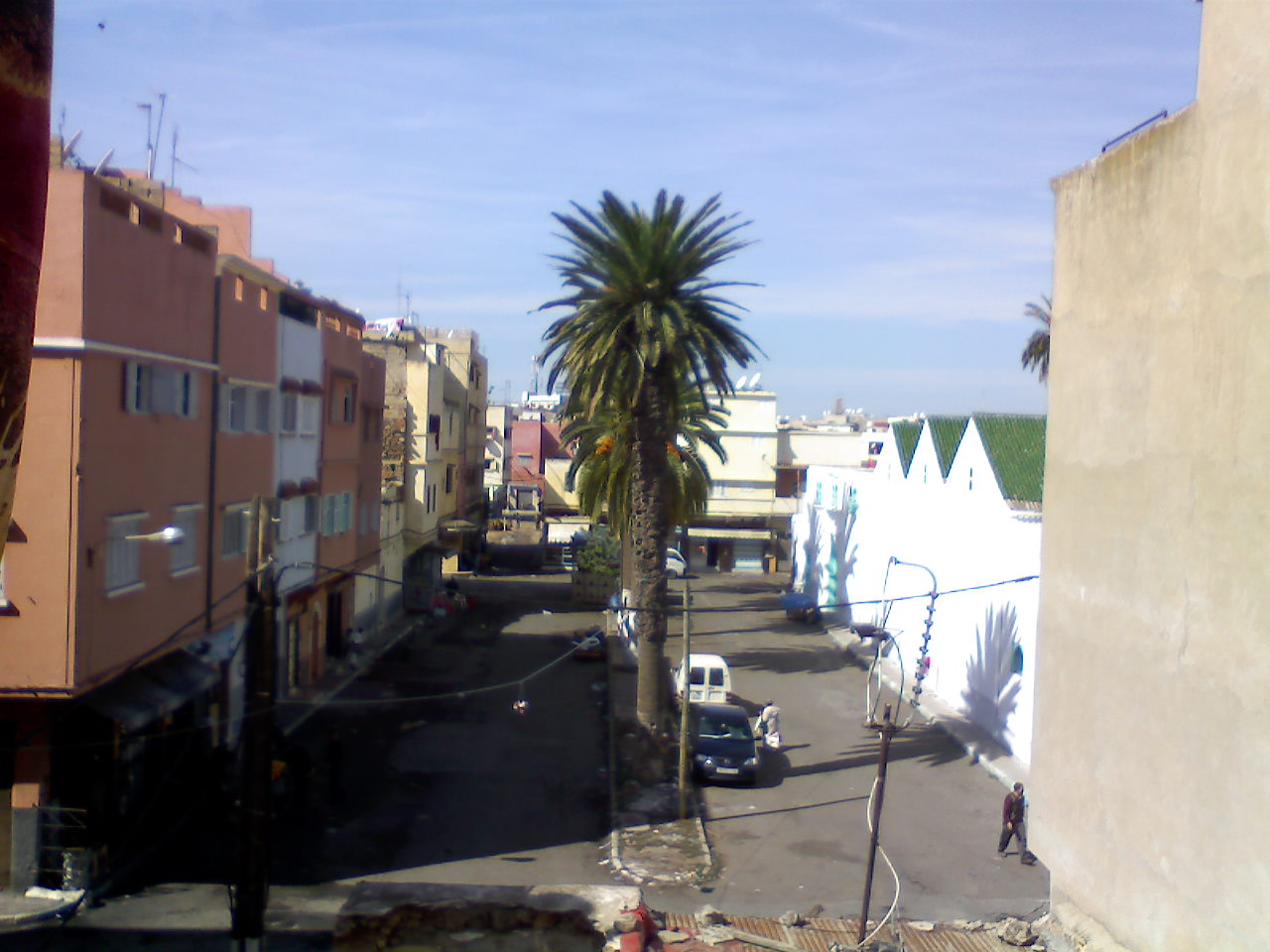
حي القصبة بالمحمدية
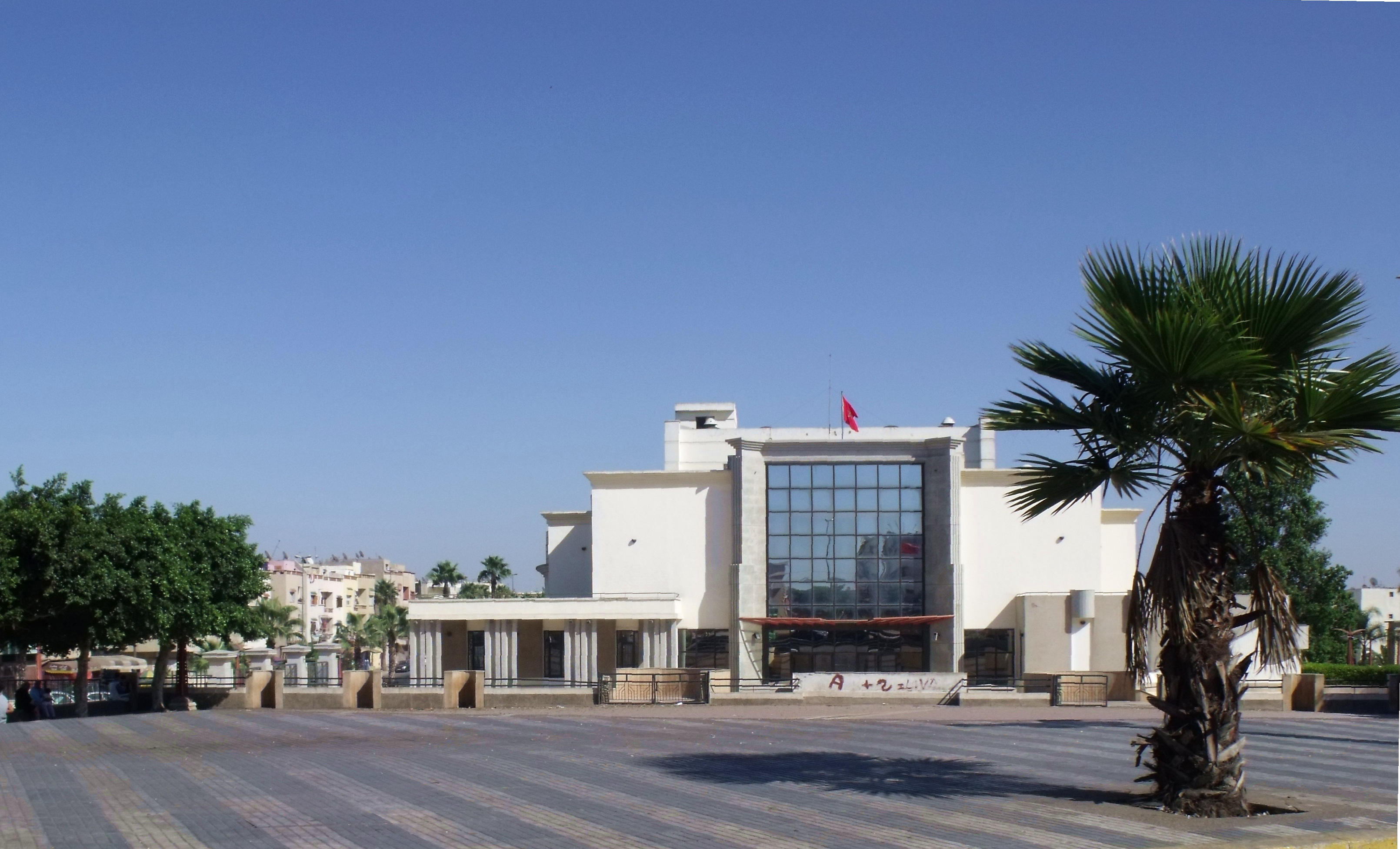
مسرح عبد الرحيم بوعبيد المحمدية
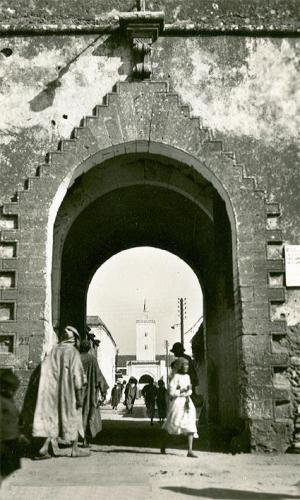
باب القصبة بالمحمدية
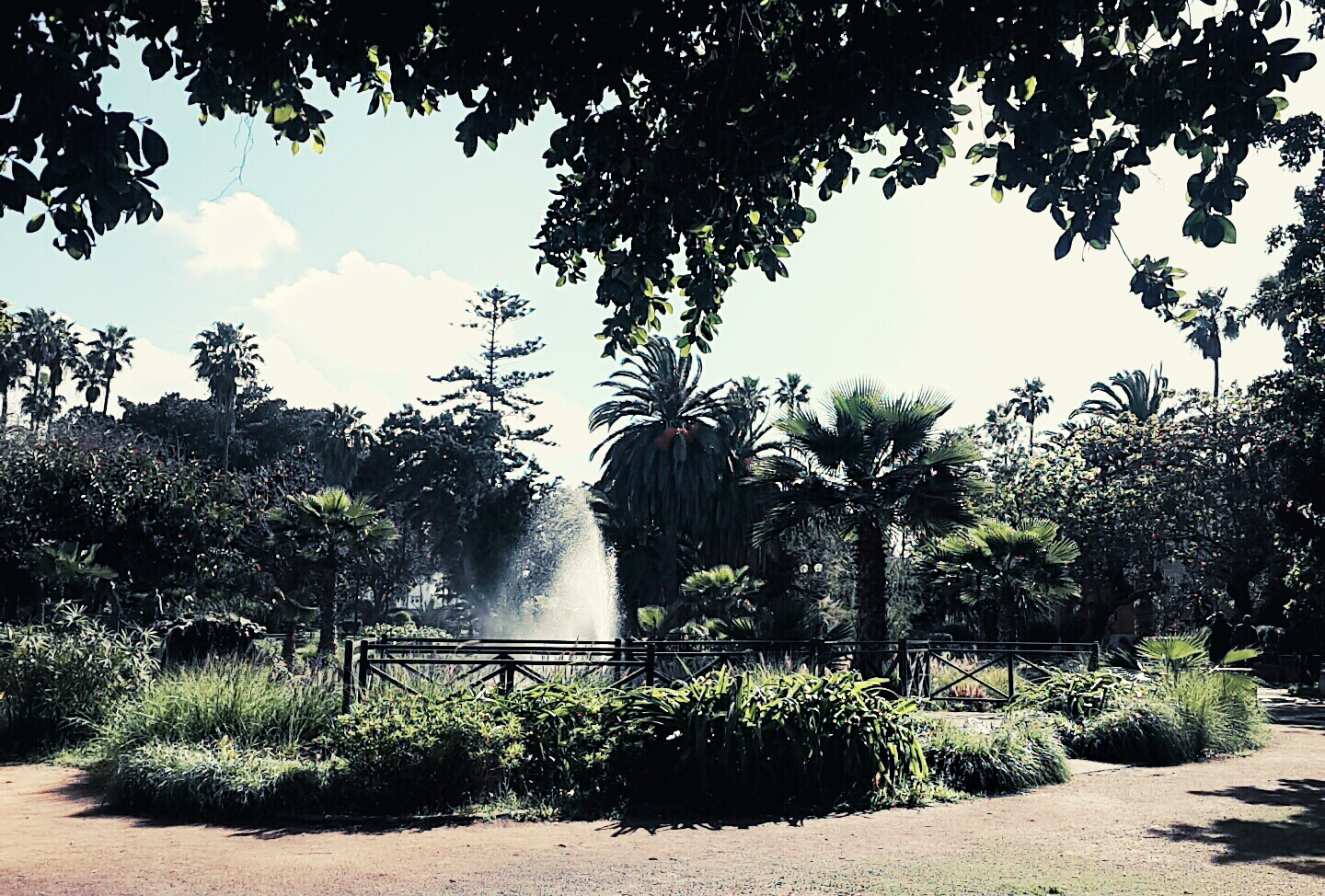
حديقة 18 نونبر بمدينة المحمدية
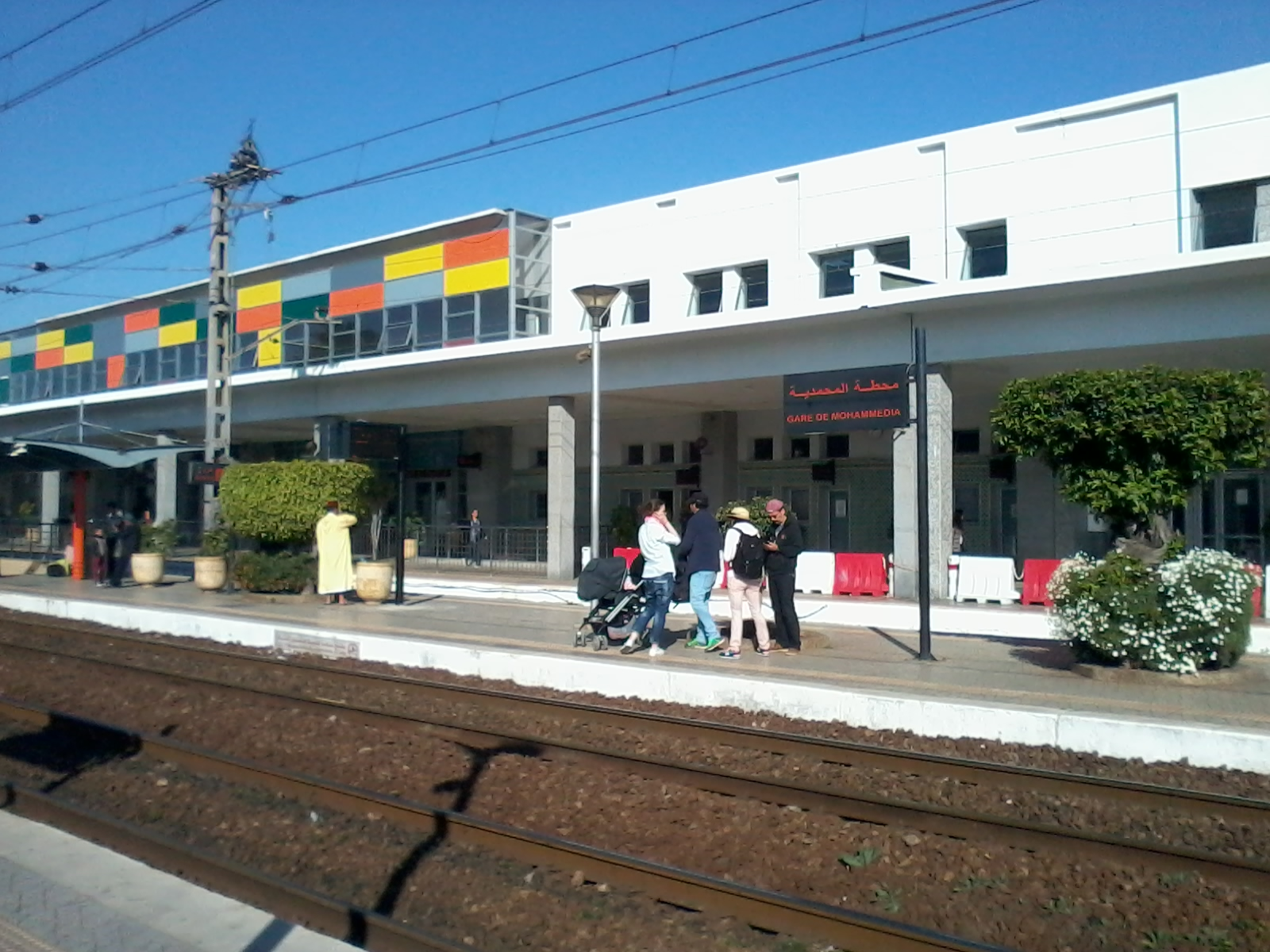
محطة القطار بمدينة المحمدية
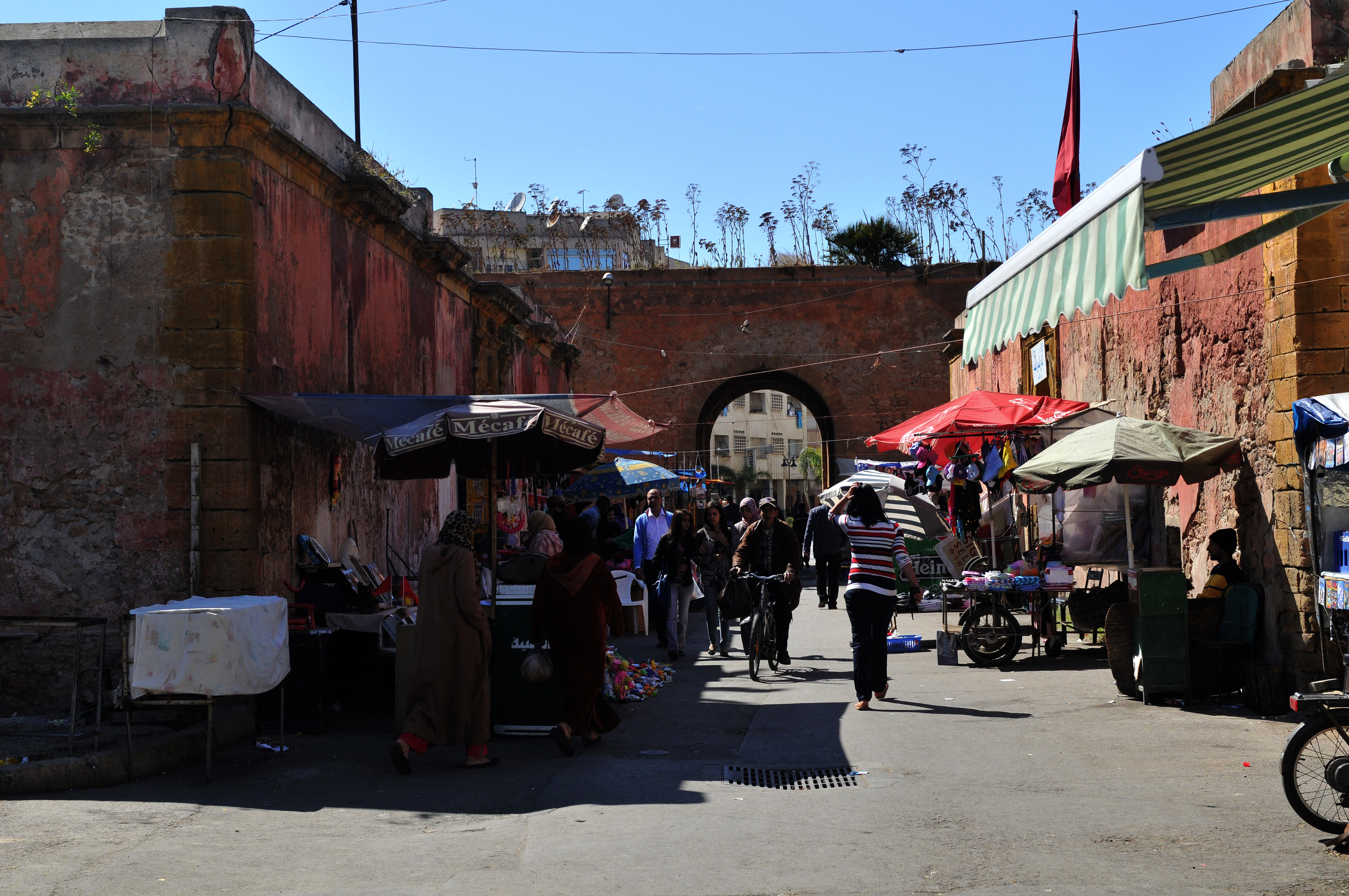
القصبة بمدينة المحمدية
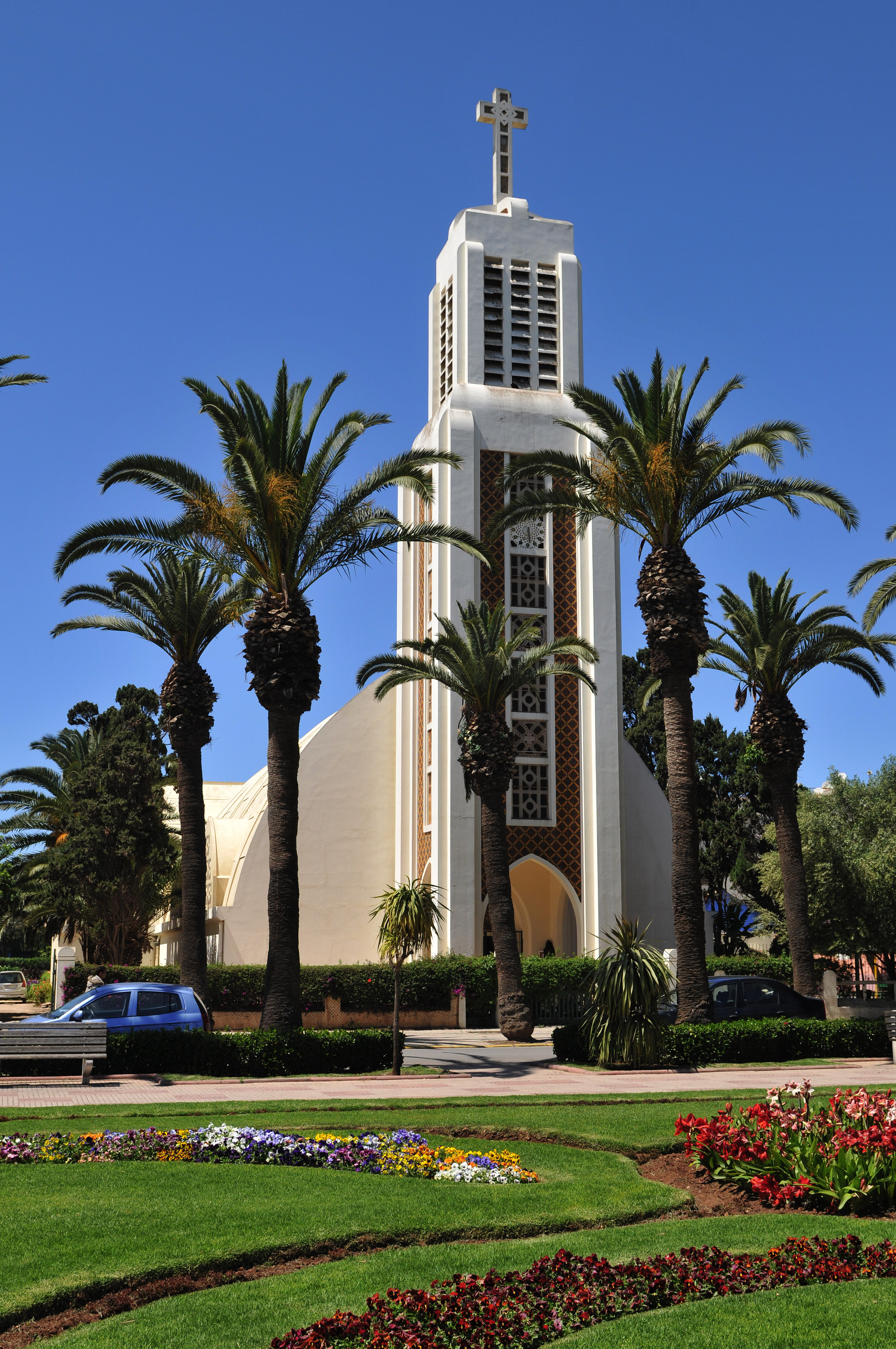
كنيسة القديس سان جاك بالمحمدية
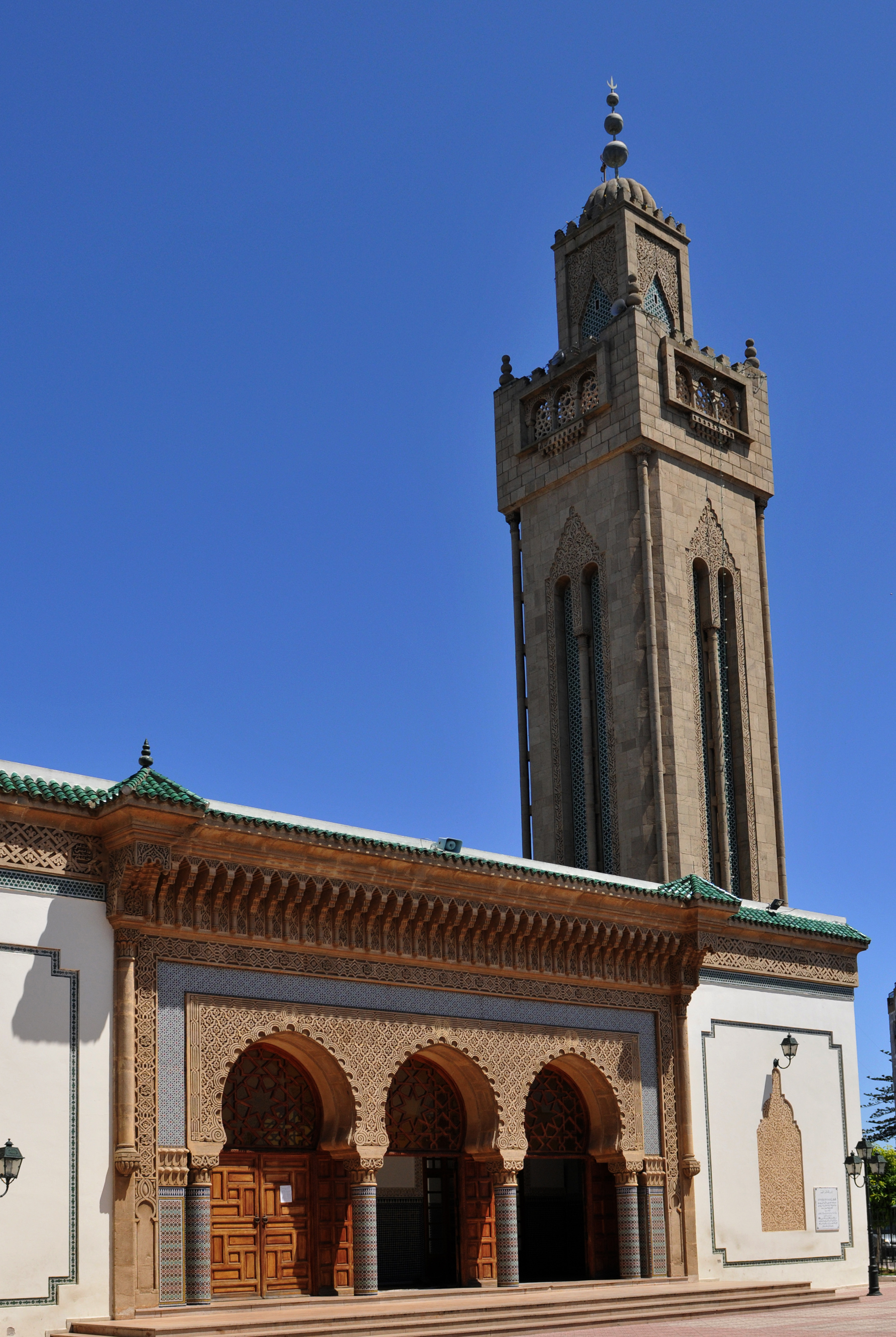
مسجد علي بن عبد الله بالمحمدية
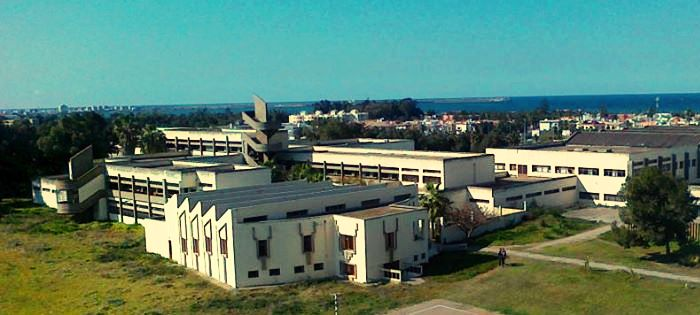
المدرسة العليا للتعليم التقني بالمحمدية
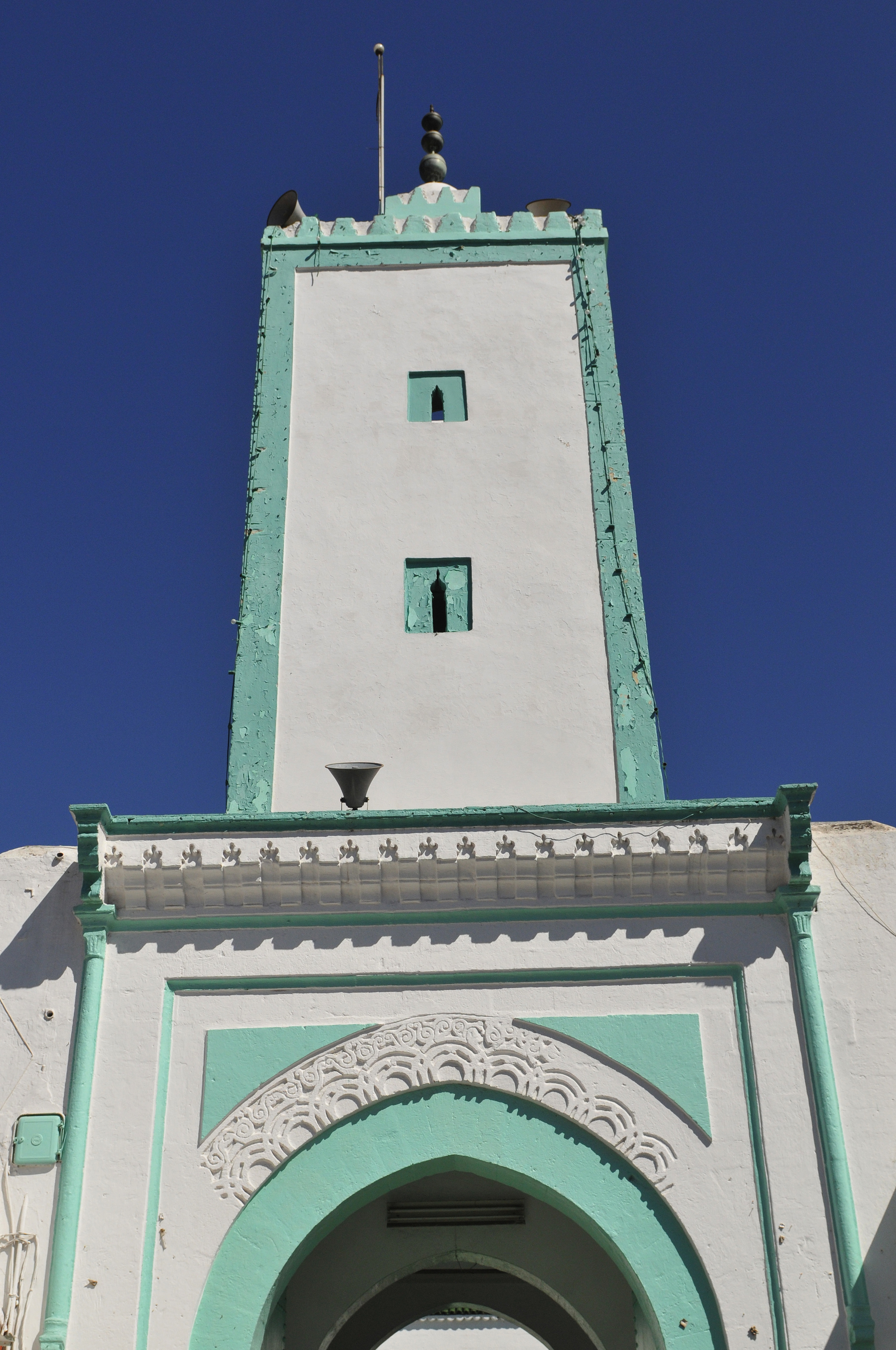
مسجد قصبة المحمدية
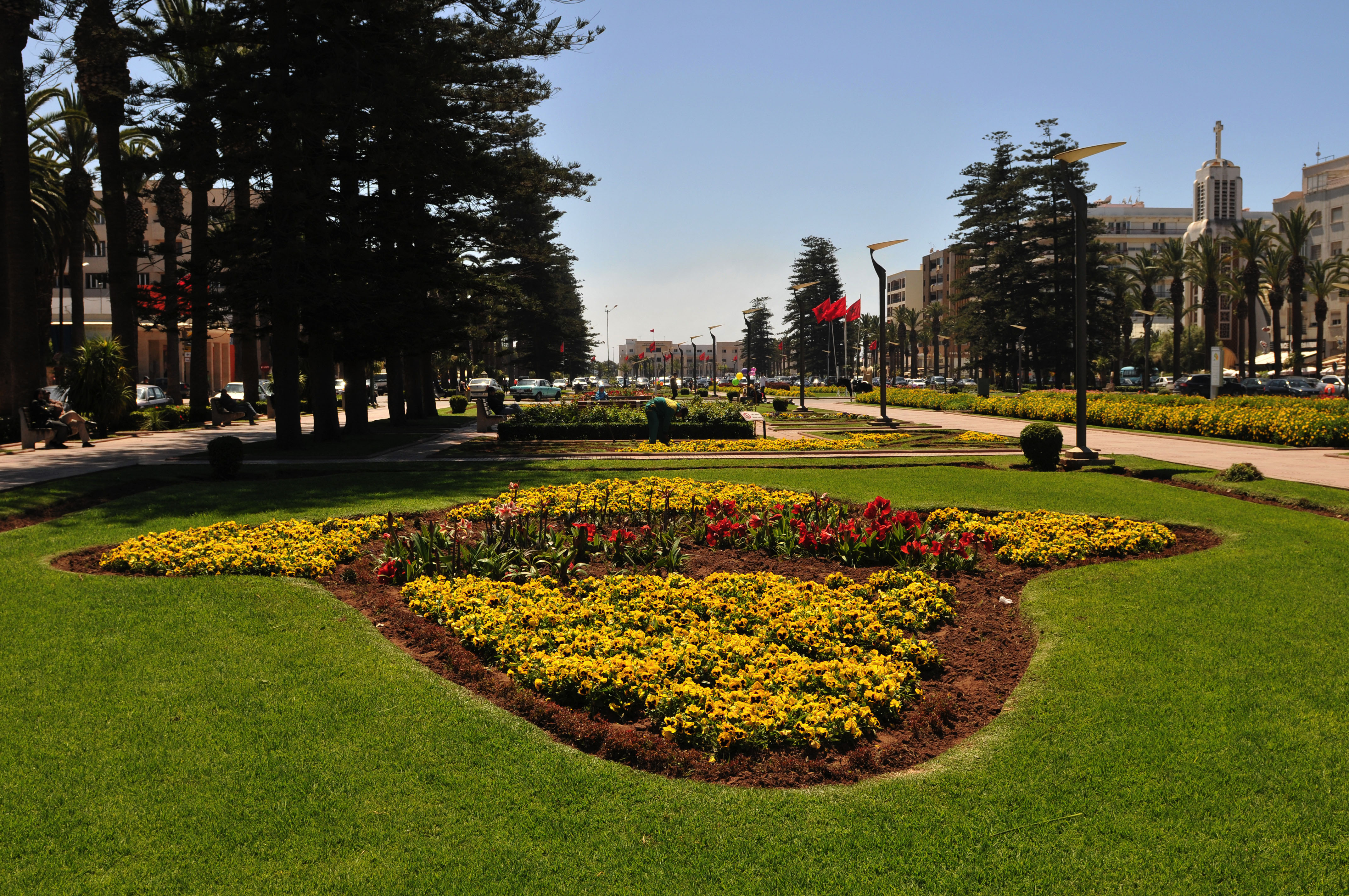
المنتزه الحضري لمدينة المحمدية
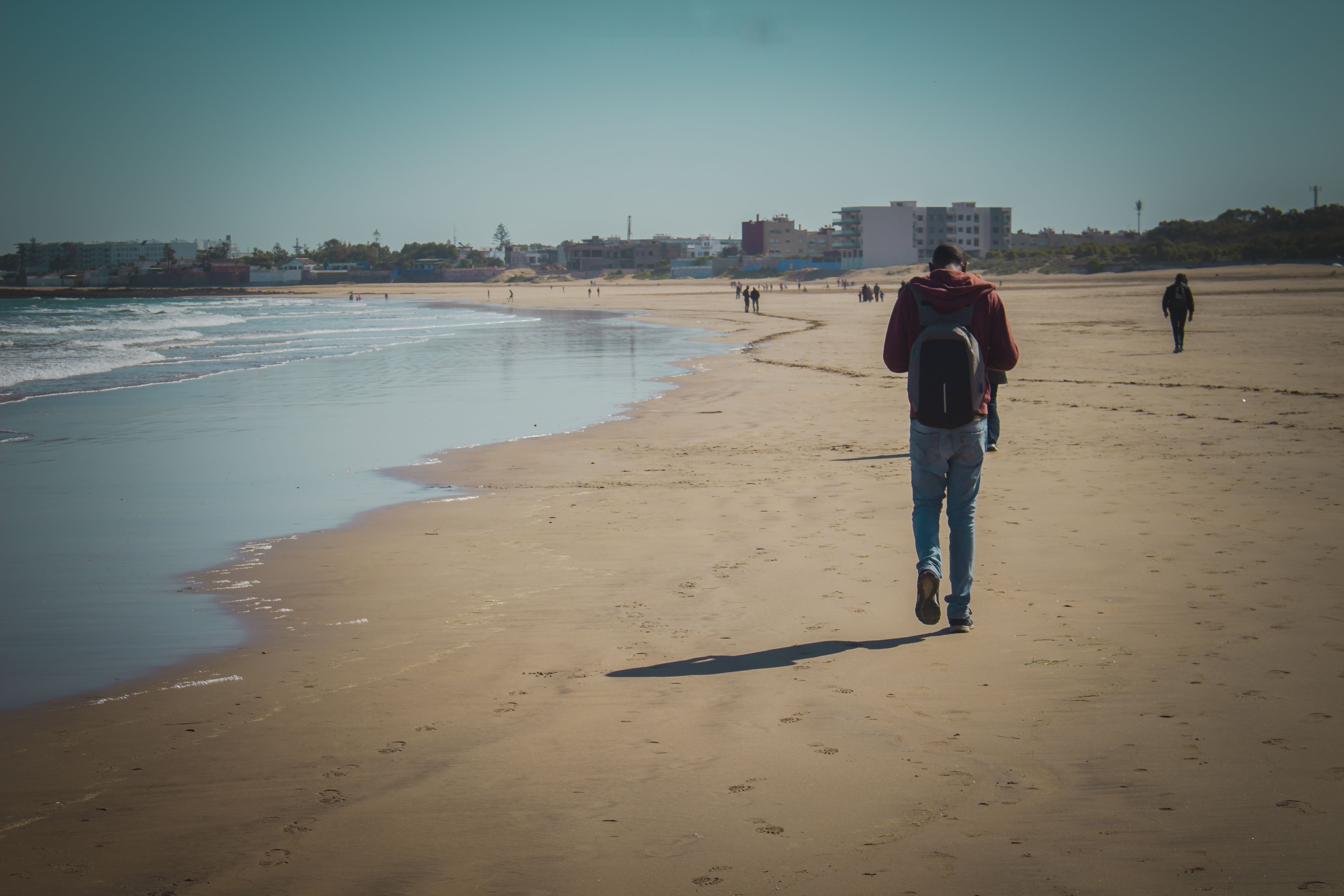
شاطئ ميرامار بالمحمدية
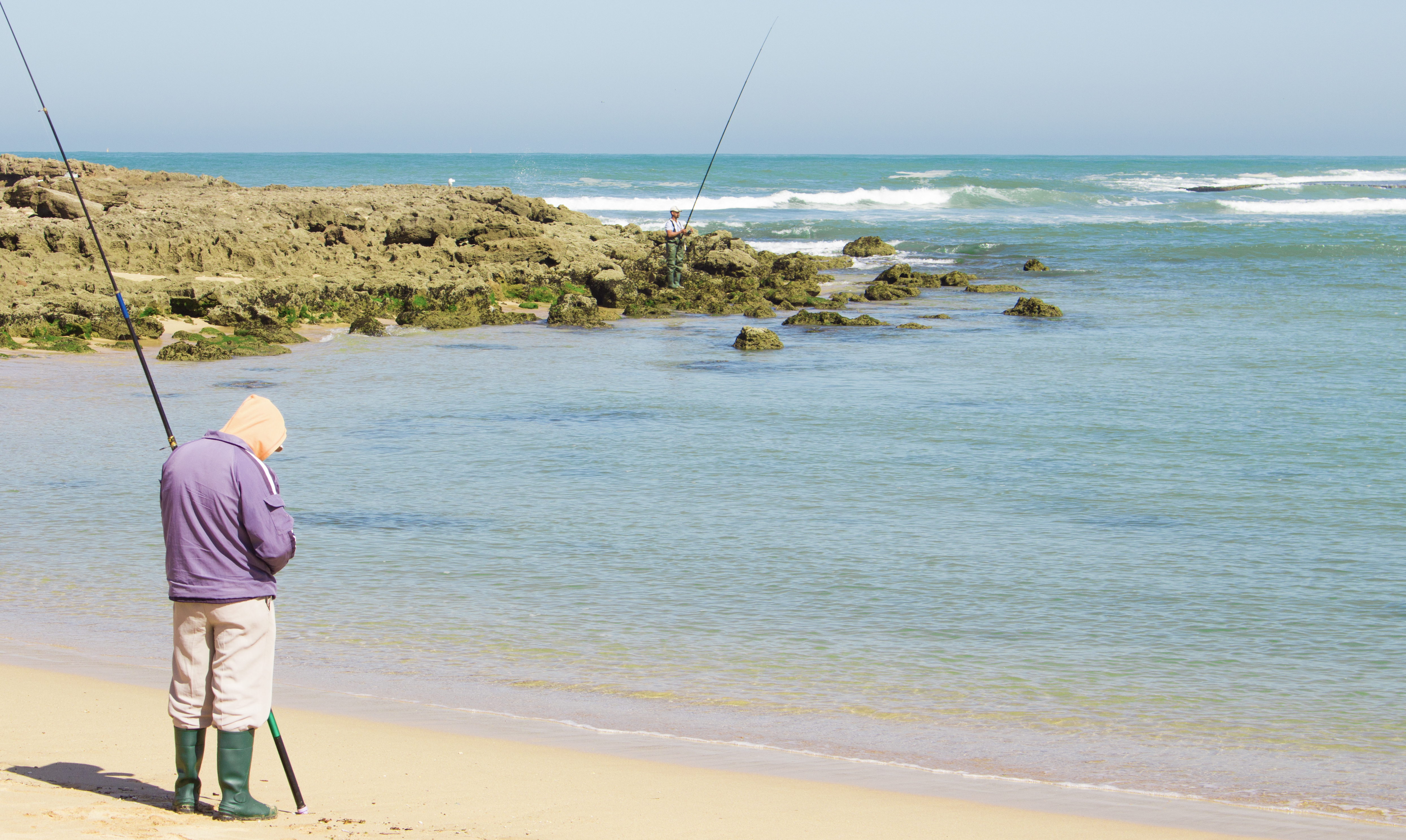
شاطئ مانسمان بالمحمدية
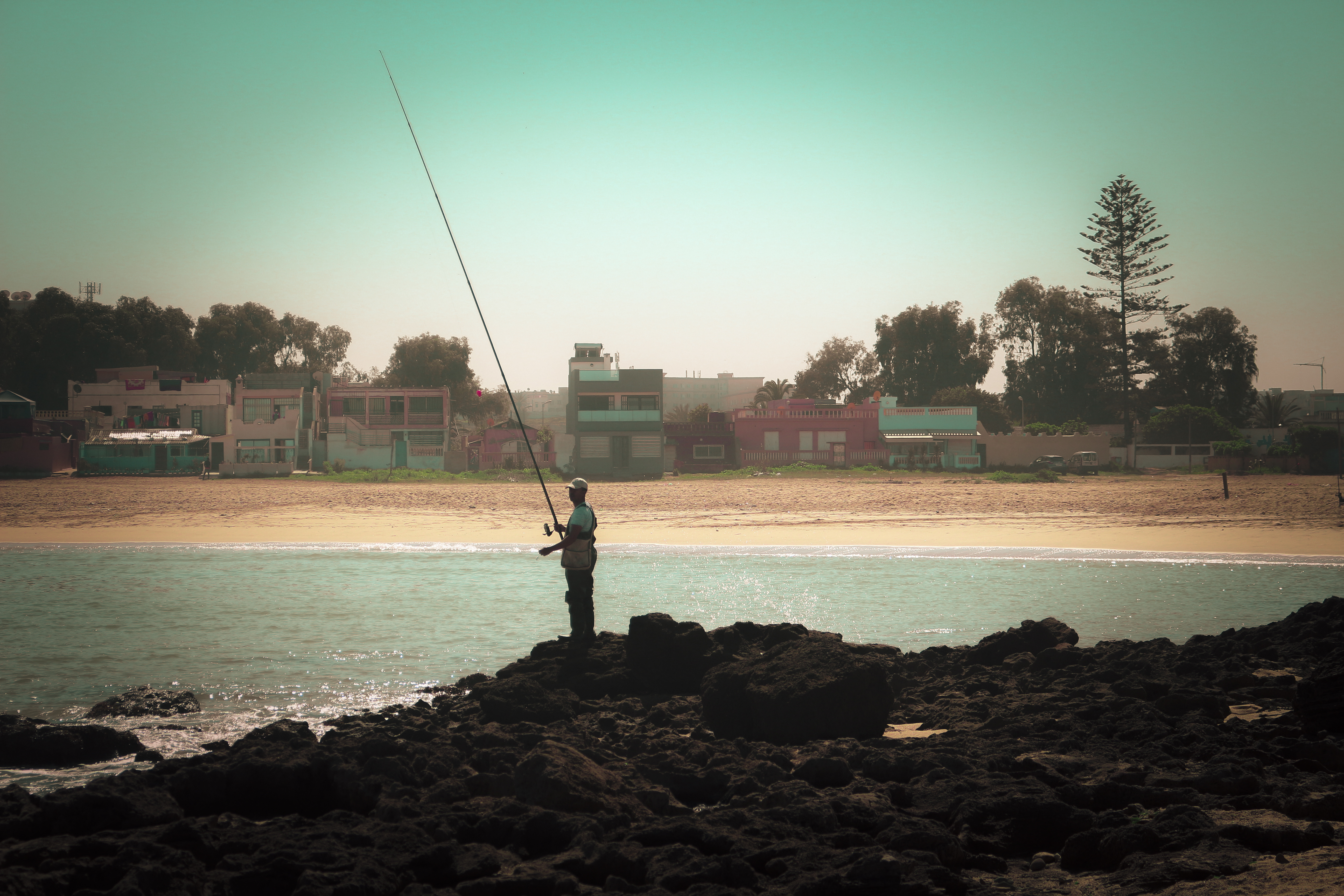
شاطئ مانسمان بالمحمدية
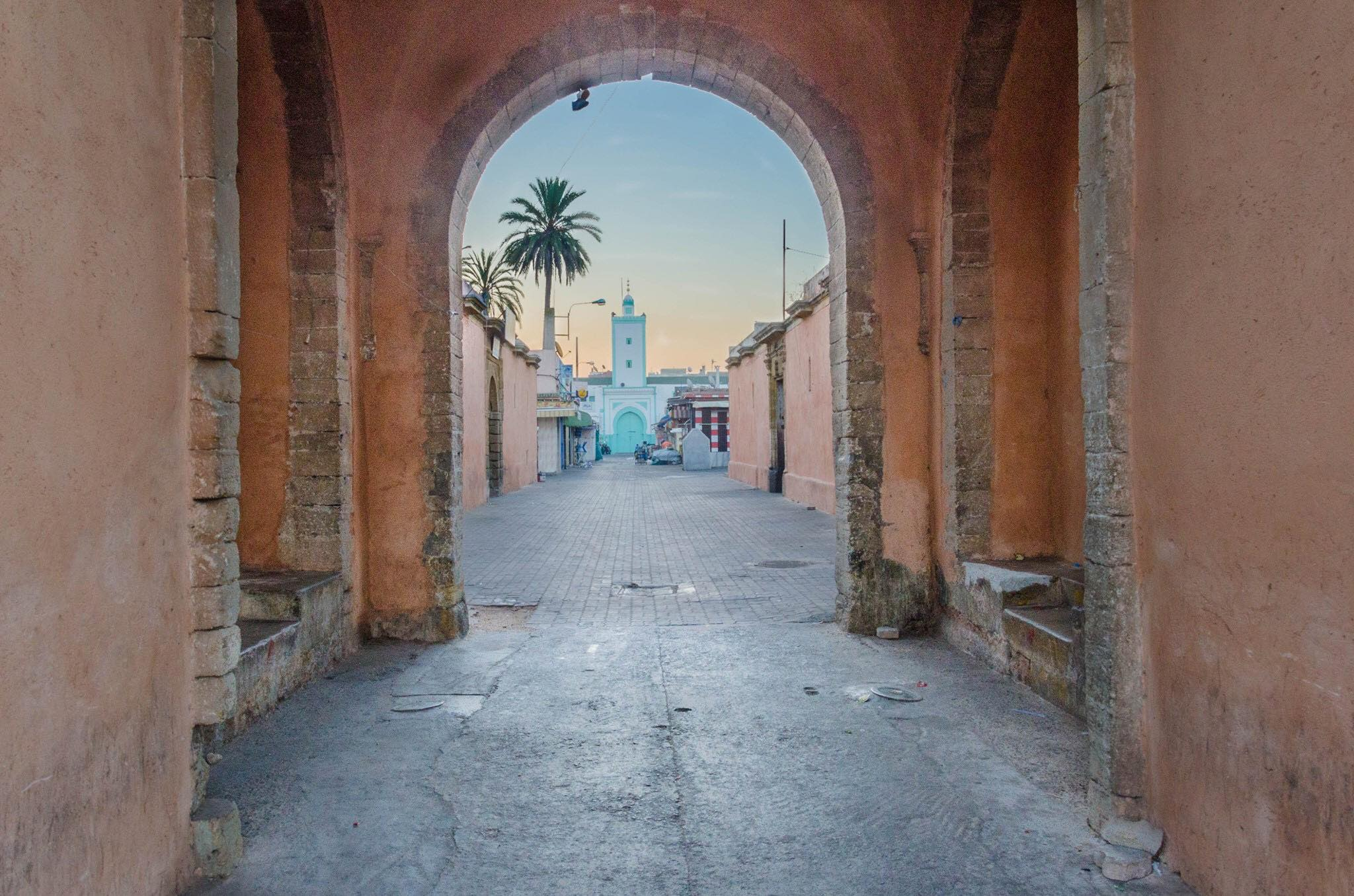
باب القصبة بالمحمدية

## روابط خارجية
- المحمدية على موقع الموسوعة البريطانية (الإنجليزية)